# Мусо
Му̀со (на италиански: Musso; на ломбардски: Muss, Мус) е село и община в Северна Италия, провинция Комо, регион Ломбардия. Разположено е на 201 m надморска височина, на западния бряг на езеро Лаго ди Комо. Населението на общината е 990 души (към 2017 г.).